# Aeroflot
Aeroflot (rusko ОАО "Аэрофло́т-Росси́йские авиали́нии") je ruski nacionalni letalski prevoznik in največji letalski prevoznik v državi. Sedež podjetja je v Moskvi, njegovo matično letališče pa je mednarodno letališče Šeremetjevo. Podjetje je bilo ustanovljeno leta 1923. V času Sovjetske zveze je bil Aeroflot največja letalska družba na svetu, v njegovi lasti so bila skoraj vsa večja potniška letala v državi. Po razpadu Sovjetske zveze se je flota zelo zmanjšala in Aeroflot se je spremenil v vladno podjetje; ruska vlada ima danes v lasti kontrolni delež 51 % delnic. Aeroflot je v preteklosti operiral s sovjetsko grajenimi letali proizvajalcev Tupoljev, Iljušin in Jakovljev, po razpadu Sovjetske zveze pa so kupili tudi zahodna letala Airbus in Boeing ter novejše rusko letalo Suhoj Superjet.
Aprila 2006 se je družba pridružila skupini Sky Team.
- Airbus A321 (spredaj)
- Iljušin Il-86
- Airbus A330
- Suhoj Superjet 100
- Boeing 777-300ER